# Hieracium pallescens
Hieracium pallescens là một loài thực vật có hoa trong họ Cúc. Loài này được Waldst. & Kit. mô tả khoa học đầu tiên năm 1807.